# Chanville

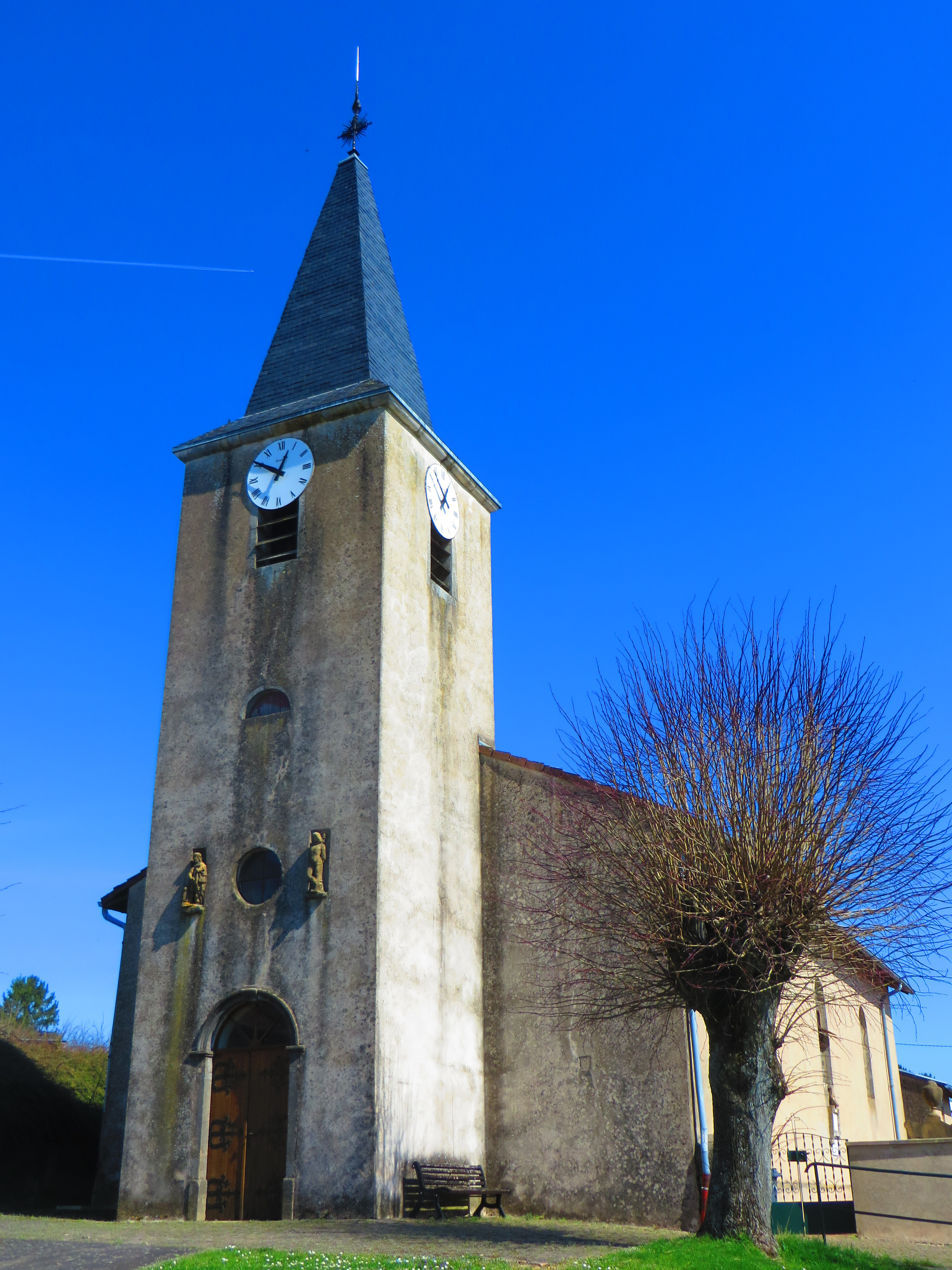
Heiligkreuzkirche

Chanville ist eine französische Gemeinde mit 149 Einwohnern (Stand 1. Januar 2022) im Département Moselle in der Region Grand Est (bis 2015 Lothringen). Sie gehört zum Arrondissement Metz.

## Geographie
Chanville liegt in Lothringen, etwa 18 Kilometer südöstlich von Metz, neun Kilometer südöstlich von Pange  und zehn Kilometer westlich  von Faulquemont (Falkenberg). Das Gemeindegebiet umfasst 3,91 km². Die höchste Erhebung des Ortes erreicht 310 m.

## Geschichte
Das Dorf wurde 1316 als Xanville erwähnt. Es gehörte früher zum Bistum Metz.
In der Nähe gab es Gipsvorkommen, die bereits in älterer Zeit in Steinbrüchen abgebaut wurden. 
Durch den Frankfurter Frieden vom 10. Mai 1871 kam die Region an das deutsche Reichsland Elsaß-Lothringen, und das Dorf wurde dem Landkreis Metz im Bezirk Lothringen zugeordnet. Die Dorfbewohner betrieben Getreide- und Weinbau sowie Viehzucht und Holzgewerbe. Im Ort gab es eine Ölmühle und eine Gipsmühle.
Nach dem Ersten Weltkrieg musste die Region aufgrund der Bestimmungen des Versailler Vertrags 1919 an Frankreich abgetreten werden. Im Zweiten Weltkrieg war die Region von der deutschen Wehrmacht besetzt.
Von 1915 bis 1918 und 1940 bis 1944 trug das Dorf den eingedeutschten Namen Hanhausen.

### Demographie
| Anzahl Einwohner seit Ende des Zweiten WeLtkriegs | Anzahl Einwohner seit Ende des Zweiten WeLtkriegs | Anzahl Einwohner seit Ende des Zweiten WeLtkriegs | Anzahl Einwohner seit Ende des Zweiten WeLtkriegs | Anzahl Einwohner seit Ende des Zweiten WeLtkriegs | Anzahl Einwohner seit Ende des Zweiten WeLtkriegs | Anzahl Einwohner seit Ende des Zweiten WeLtkriegs | Anzahl Einwohner seit Ende des Zweiten WeLtkriegs | Anzahl Einwohner seit Ende des Zweiten WeLtkriegs |
| ------------------------------------------------- | ------------------------------------------------- | ------------------------------------------------- | ------------------------------------------------- | ------------------------------------------------- | ------------------------------------------------- | ------------------------------------------------- | ------------------------------------------------- | ------------------------------------------------- |
| Jahr                                              | 1962                                              | 1968                                              | 1975                                              | 1982                                              | 1990                                              | 1999                                              | 2007                                              | 2019                                              |
| Einwohner                                         | 95                                                | 105                                               | 91                                                | 98                                                | 104                                               | 118                                               | 122                                               | 147                                               |

## Sehenswürdigkeiten
- Kirche St. Croix (Heiligkreuz) aus dem 18. Jahrhundert, 1844 restauriert
- Kirche St. Roch aus dem 15. Jahrhundert
- Kirche St. Sébastien und St. Pierre aus dem 15. Jahrhundert